# Aleksander Kowalski (judoka)
Aleksander Kowalski (ur. 24 stycznia 1986) – polski judoka. 
Zawodnik KŚ AZS Gliwice (2000-2016). Dwukrotny brązowy medalista mistrzostw Polski seniorów (2010 w kategorii do 75 kg na mistrzostwach Polski OPEN, 2015 w kategorii do 73 kg). Ponadto m.in. młodzieżowy wicemistrz Polski 2006.